# Elbe (Schiff, 2009)
Die Elbe ist ein in der Elbmündung stationiertes Lotsenstationsschiff. Eigner des Schiffes ist die Bundesanstalt für Wasserbau, bereedert wird es vom Lotsbetriebsverein e. V. Außenstelle Cuxhaven. Eingesetzt wird das Schiff von der Lotsenbrüderschaft Elbe.
Die als SWATH-Schiff konzipierte Elbe wurde unter der Baunummer 6484 von der Abeking & Rasmussen Schiffs- und Yachtwerft auf dem Gelände der ehemaligen Sieghold-Werft im Bremerhavener Fischereihafen gebaut. Die Kiellegung fand am 20. Februar 2008, der Stapellauf am 11. März 2009 statt. Die Fertigstellung des Schiffes erfolgte am 18. Dezember 2009.
Getauft wurde das Schiff am 11. März 2010 in Cuxhaven. Taufpatin war Susanne Ramsauer, die Frau des Bundesverkehrsministers Peter Ramsauer.
Das Schiff ersetzt die in Hanse umbenannte ehemalige Elbe, die als Ersatzschiff für die neue Elbe und auch für die im Sommer 2010 in Dienst gestellte Weser zur Verfügung steht.

## Technik und Ausstattung

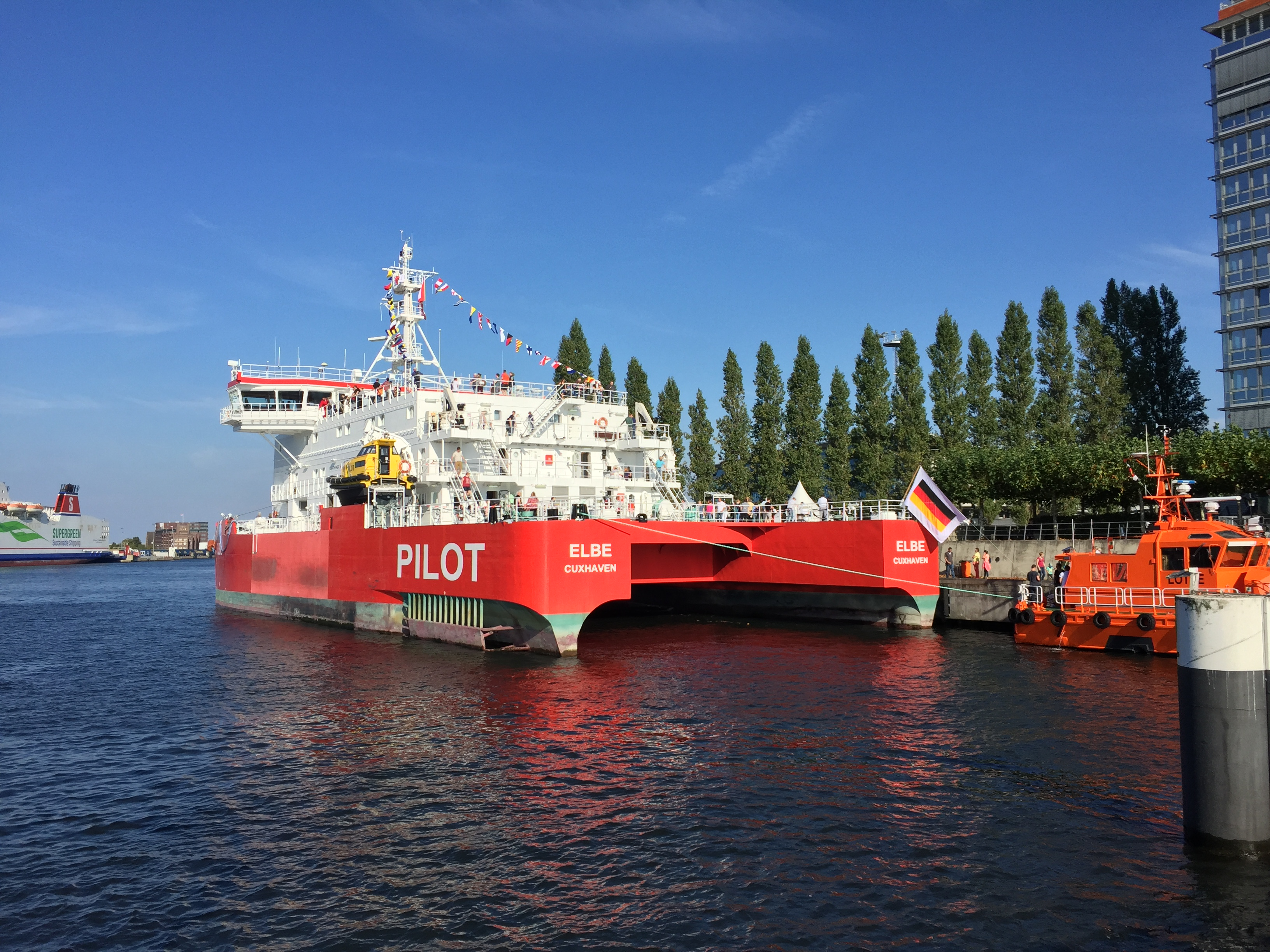
Heckansicht der Elbe

Der Antrieb der Elbe erfolgt dieselelektrisch. Für die Stromerzeugung stehen vier Dieselgeneratorsätze zur Verfügung, die von Achtzylinder-Dieselmotoren von MTU Friedrichshafen mit jeweils 760 kW Leistung angetrieben werden. Die beiden Fahrmotoren mit je 1260 kW Leistung, die über Getriebe auf je einen Festpropeller wirken, sind von AEM Anhaltisches Elektromotorenwerk Dessau. Neben den vier Dieselgeneratoren verfügt das Schiff noch über einen Hilfsdiesel. Die Motoren sind in den Schwimmkörpern untergebracht und so vom Wohnbereich getrennt.
Das Schiff verfügt über ein Bugstrahlruder mit 350 kW Leistung, das in den Backbord-Schwimmkörper eingebaut ist.
An Bord des Schiffes ist Platz für bis zu 34 Besatzungsmitglieder (in Einbettkammern) sowie 50 Lotsen (in Zweibettkammern). Konzipiert ist das Schiff für eine Einsatzdauer von zwei bis drei Wochen. Üblicherweise wird alle zwei Wochen ein Personalwechsel in Cuxhaven durchgeführt. In der Zeit fungiert die Hanse als Stationsschiff in der Elbemündung.
Neben der Stammbesatzung und den Lotsen leben auch die aus jeweils drei Mann bestehenden Besatzungen der Versetzboote, die im Schichtdienst eingesetzt werden, an Bord.

## Konzept

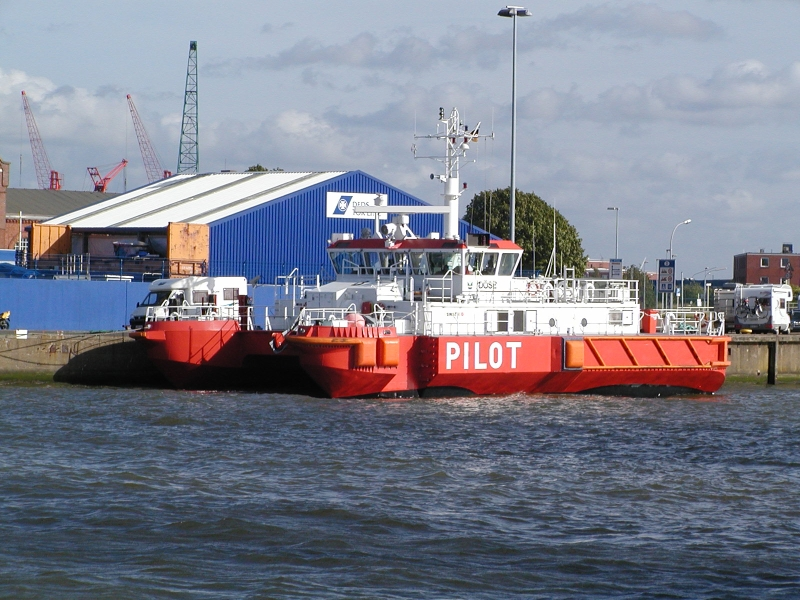
Versetzboot Döse

Zum Konzept gehören neben der Elbe, die als Stationsschiff fungiert, auch Versetzboote, sogenannte Tender (nach Cuxhavener Stadtteilen Döse, Duhnen und Groden benannt). Die Tender sind ebenfalls als SWATH-Schiffe konzipiert und wurden bei Abeking & Rasmussen gebaut. Sie sind 25,65 m lang und 13,0 m breit und haben 2,7 m Tiefgang. Die zuletzt gebaute Groden ist 14,26 m breit.
Die Döse (Rufzeichen: DFQA, Heimathafen: Cuxhaven) wurde 1998/1999 unter der Baunummer 6427 gebaut. Die Kiellegung fand am 6. Juli 1998, der Stapellauf am 6. April 1999 statt. Die Fertigstellung des Schiffes erfolgte im Mai 1999.
Die Duhnen (Rufzeichen: DFLO, Heimathafen: Cuxhaven) wurde 1998/1999 unter der Baunummer 6428 gebaut. Die Kiellegung fand am 10. August 1998, der Stapellauf am 14. Juli 1999 statt. Die Fertigstellung des Schiffes erfolgte im August 1999. 
Die Groden (Rufzeichen: DBEX, Heimathafen: Cuxhaven) wurde 2011 gebaut. Das Schiff wurde Ende 2011 fertiggestellt. Es wird nicht nur in der Elbmündung, sondern auch in der Deutschen Bucht eingesetzt, um Schiffe zu bedienen, die bereits dort mit einem Lotsen besetzt werden müssen. Hierfür ist das Schiff mit stärkeren Motoren als die anderen Versetzboote ausgerüstet.
Für Schiffe, die mit den SWATH-Tendern nicht bedient werden können, sind noch zwei kleinere, 8,5 m lange Versetzboote vorhanden. Diese sind als herkömmliche Einrumpfboote konzipiert und werden im Bedarfsfall über Davits, von denen sich je einer auf der Backbord- und der Steuerbordseite befindet, zu Wasser gelassen.